# .pk
.pk is het internet landcode topleveldomein van Pakistan. Het wordt onderhouden door PKNIC.